# Adiós, señorita Ruth

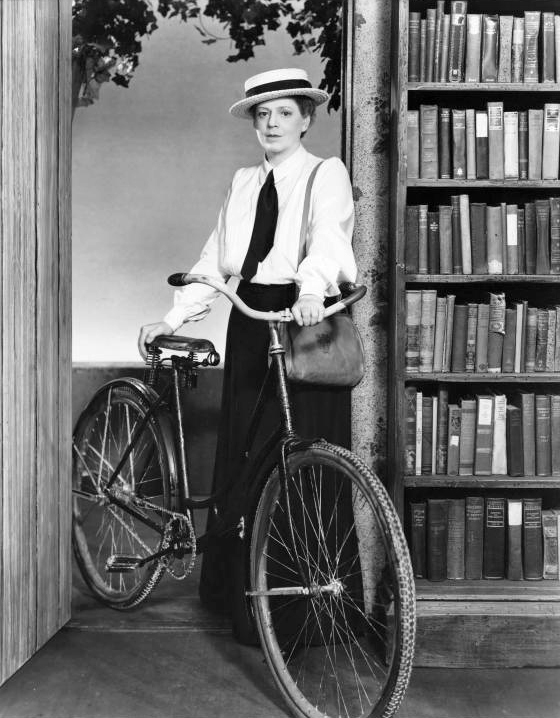
Ethel Barrymore en una foto publicitaria de una producción de la obra en Broadway.

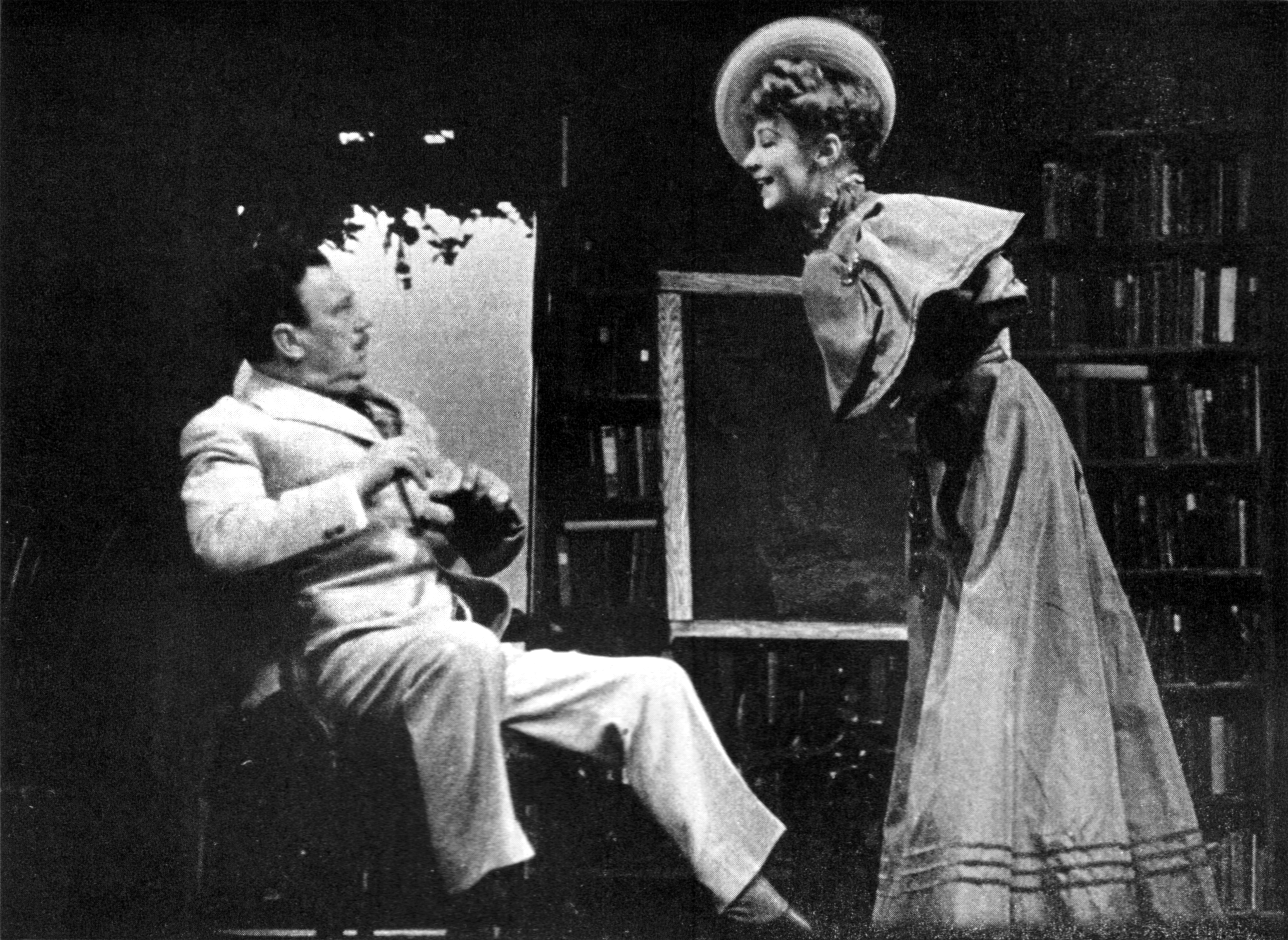
Edmund Breon y Thelma Schnee en una foto publicitaria de una producción de la obra en Broadway.

Adiós, señorita Ruth (The Corn is Green) es una obra de teatro en tres actos del autor galés Emlyn Williams.

## Argumento
La pieza gira en torno a L. C. Moffat (la señorita Ruth en la versión en castellano), una voluntariosa profesora de inglés, destinada en Glansarno, una humilde localidad minera del Gales de finales del siglo XIX. Se refleja su lucha con la clase obrera galesa y su triunfo profesional cuando un adolescente que era analfabeto, Morgan Evans, consigue graduarse con brillantez.

## Representaciones destacadas
- Duchess Theatre, Londres, 1938. Estreno mundial.
  - Intérpretes: Emlyn Williams (Morgan Evans).

- National Theatre, Broadway, 26 de noviembre de 1940. Estreno en los EE. UU.. 447 representaciones.
  - Dirección: Herman Shumlin
  - Intérpretes: Ethel Barrymore, Rhys Williams, Mildred Dunnock y Richard Waring.

- Teatro Eslava, Madrid, 14 de septiembre de 1972. Estreno en España. Adaptación de José Luis Alonso Mañés.[4]
  - Dirección: José Luis Alonso Mañés.
  - Escenografía: Sigfrido Burmann.
  - Figurines. Javier Artiñano.
  - Intérpretes: Irene Gutiérrez Caba, Jaime Blanch, María Luisa San José, Estanis González, María Elena Flores, Ana María Méndez, Ricardo Alpuente, María Jesús Sirvent.

- Old Vic Theatre, Londres, 1985.
  - Intérpretes:  Deborah Kerr.

## Adaptaciones al cine y la televisión
En 1945 la obra es adaptada al medio cinematográfico con el título original: The Corn is Green. En España se llamó El trigo está verde; en México, en Argentina y en otros países hispanoamericanos, Cuando el amor florece. Con dirección de Irving Rapper y con guion adaptado por Casey Robinson y Frank Cavett, la película contó con Bette Davis en el papel de Moffat.
En 1979 se llevó a la televisión en los Estados Unidos, de nuevo conservando su título original, dirigida por George Cukor, con guion adaptado de Ivan Davis y con actuación principal de Katharine Hepburn. Esta adaptación televisiva se tituló en España El trigo está verde.
Televisión española montó una versión para el programa Teatro Estudio, y fue emitida el 8 de noviembre de 1978. Se partió de la adaptación española de José Luis Alonso representada en el Teatro Español pocos años antes. El guion adaptado para televisión fue de Celia Azagra y Francisco Montolío; este último también se encargó de la dirección; y la actuación fue de Irene Gutiérrez Caba (repitiendo el papel que ya había asumido en escena), Pedro Mari Sánchez, Inma de Santis, Estanis González, Blanca Sendino, Miguel Ángel, José Antonio Gallego, Concha de Leza, Paca Ojea, Fernando Chinarro, Ignacio Herrero y Guillermo Carmona.